# Ana Reverte
Ana Zamora Martín (n. Los Corrales, Sevilla, 26 de maig de 1951), coneguda artísticament com a Ana Reverte, és una cantant andalusa de copla i cançó romàntica, a més de cantaora de flamenc.

## Trajectòria
S'inicia en el cant a Catalunya, on va viure des de molt jove, tot i que posteriorment va canviar la seva residència habitual a Sevilla. En els seus inicis artístics va cantar en penyes flamenques de Sabadell i Barcelona, on va començar a ser apreciada per la seva musicalitat i bon gust, especialment en cants com la colombiana, tot i que també ha enregistrat fandangos, malaguenyes, peteneres, vidalites, buleries, alegries, cartageneres, tangos, tanguillos, rumbes, soleás i milongues, un ampli ventall de pals flamencs. Va participar en la IV Biennal de Flamenc de Sevilla.
En el món de la cançó ha cantat també balades, boleros i entre altres autors ha cantat temes d'Alejandro Abad, Mari Trini, Amado Jaén, Salvatore Adamo, Nicola Di Bari, Julio Iglesias i fins i tot de Jacques Brel (Ne me quitte pas, en versió castellana No me dejes) o de Marina Rossell (La gavina), a més d'haver enregistrat molts temes de la seva autoria i uns altres d'origen popular. Va guanyar el primer premi del Festival de l'OTI el 1993, amb el tema Enamorarse.

## Discografia
- El cante de Ana Reverte.
- De ida y vuelta.
- A Yerbabuena.
- Los éxitos.
- Amantes.
- En mil pedazos.
- Al Guru Guru. Ana Reverte con Los Chunguitos.
- Las mejores colombianas de Ana Reverte.
- Confidencias.
- Nubes de otoño.
- Amor de mujer.
- El flamenco como yo lo siento.
- Volveré.
- Cante antiguo I.
- Cante antiguo II
- Sevillanas corraleras. Ana Reverte y el Coro del Buensuceso.
- Colombianas de oro
- Enamorarse.
- Empiezo a despertar.
- Los primeros éxitos de Ana Reverte.
- Luz de primavera
- A mi manera.
- Ay!, el corazón.
- 5 somos 5. Ana Reverte y Hermanos.
- Por colombianas.
- Rocío mañanero.